# Санджаклар джамия
Санджаклар джамия (на турски: Sancaklar Camii) е джамия в Бююкчекмедже, Истанбул, Турция. Проектирана е от архитект Емре Аролат. Завършена през 2012 г., тя получава наградата за религиозна сграда на годината за 2015 г. от ArchDaily. В поредицата на Би Би Си Цивилизации от 2018 г. класикът Мери Биърд я описва като „едно от най-впечатляващите религиозни творения на съвремието“ и „една от най-смайващите джамии в света“.